# Jiaozi (Regisseur)

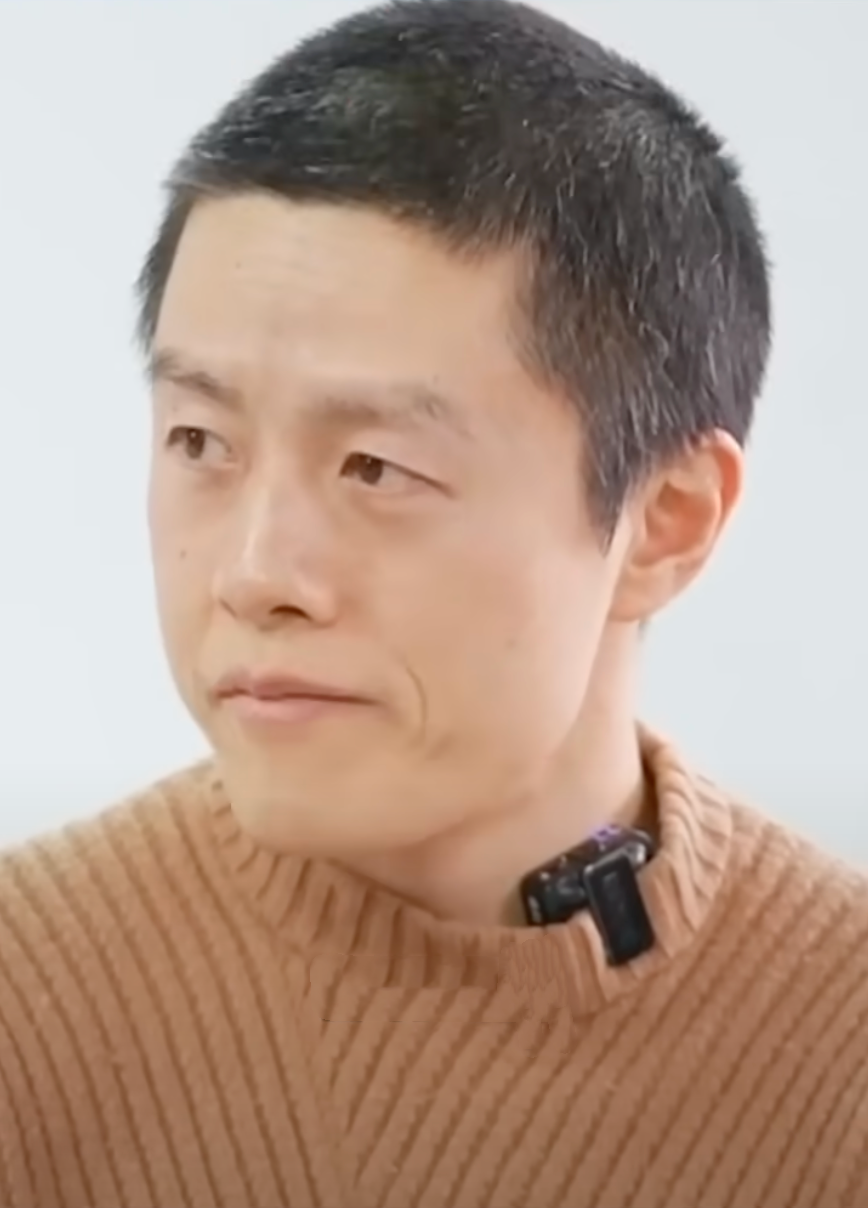
Yang Yu 杨宇, auch bekannt unter dem Künstlernamen Jiaozi 饺子 (2025)

Yang Yu (chinesisch 楊宇 / 杨宇, Pinyin Yáng Yǔ; * 1980 in Luzhou) ist ein chinesischer Regisseur. Er führte Regie bei den Animationsfilmen Ne Zha und Ne Zha 2. Er ist besser unter dem Künstlernamen Jiaozi (餃子 / 饺子,  jiǎozi) bekannt, was grob übersetzt etwa „Teigtasche“ bedeutet. Alternativ ist er auch unter dem älteren Pseudonym Jokelate (餃克力 / 饺克力,  Jiǎokèlì) bekannt.

## Frühes Leben und Ausbildung
Jiaozi wurde 1980 in der Stadt Luzhou in Sichuan als Sohn eines Ärzteehepaars geboren. Als Kind interessierte er sich für japanische Animes wie Dragon Ball oder Saint Seiya und wollte Comiczeichner werden.
Er schloss sein Studium an der Sichuan-Universität mit einem Bachelor in Pharmazie ab. Darauf lebte er einige Jahre bei seiner Mutter und lernte autodidaktisch auf einem Computerprogramm Animationsfilme herzustellen worauf er eine Anstellung bei einer Produktionsfirma für Animationswerbefilme erhielt.

## Karriere
Sein 16-Minuten langer Kurzfilm (See Through, 打，打个大西瓜,  Dǎ, dǎ gè dà xīguā) gewann im Dezember 2008 mehrere nationale und internationale Preise, darunter den Spezialpreis der Jury in der Sektion Internationaler Wettbewerb bei den 26. Internationalen Kurzfilmtagen Berlin und den Gold Award beim 12. japanischen TBS DigiCon6 Grand Final.
2009 gründete er das Jokelate Studio, 2012 dann mit einigen Freunden die Kekedou Animation (可可豆动画,  Kěkědòu Dònghuà). Mit der Arbeit an seinem ersten Langspielfilm Ne Zha (哪吒之魔童降世) begann er 2014. Bald darauf erhielt er finanzielle Unterstützung der Enlight Media (光线传媒), welche von seinem Kurzfilm See Through begeistert war.

### Ne Zha
Im Juli 2019 kam Ne Zha in die Kinos und der Film wurde zu einem Kassenschlager. Der Film handelt von Ne Zha, einer Figur der Chinesischen Mythologie Ne Zha wurde zum erfolgreichsten Animationsfilm nach Einspielergebnis in China. Insgesamt wurden 776 Millionen US-Dollar eingenommen. Von 2019 bis 2025 entwickelte er mit Ne Zha 2 eine Fortsetzung von Ne Zha, welche die Erfolge des vorherigen Films noch übertraf und der erste Film wurde, welcher über eine Milliarde US-$ in einem Binnenmarkt einspielte.

## Fußnote
1. ↑  Amtlich Kekedou Animation Film and Television Company Ltd. (可可豆动画影视有限公司,  Kěkědòu Dònghuà Yǐngshì Yǒuxiàngōngsī).

| Personendaten    | Personendaten |
| ---------------- | --- |
| NAME             | Jiaozi |
| ALTERNATIVNAMEN  | 饺子 (Pseudonym, chinesisch, Kurzzeichen); 餃子 (Pseudonym, chinesisch, Langzeichen); Jokelate (Pseudonym); Jiǎokèlì (Pseudonym, Pinyin); 饺克力 (Pseudonym, chinesisch, Kurzzeichen); 餃克力 (Pseudonym, chinesisch, Langzeichen); Yáng, Yǔ (wirklicher Name, Pinyin); Joeng4, Jyu5 (wirklicher Name, Jyutping); 杨宇 (wirklicher Name, chinesisch, Kurzzeichen); 楊宇 (wirklicher Name, chinesisch, Langzeichen) |
| KURZBESCHREIBUNG | chinesischer Regisseur |
| GEBURTSDATUM     | 1980 |
| GEBURTSORT       | Luzhou |